# United States Motor Truck Company
United States Motor Truck Company war ein Hersteller von Nutzfahrzeugen aus den USA.

## Unternehmensgeschichte
Das Unternehmen wurde 1909 in Cincinnati in Ohio gegründet. Im gleichen Jahr begann die Produktion von Lastkraftwagen. Der Markenname lautete US. 1930 endete die Produktion.

## Fahrzeuge
Die ersten Modelle waren leichte Fahrzeuge. Eine Ausführung bot 680 bis 907 kg Nutzlast und eine andere 907 kg bis 1361 kg Nutzlast. Sie hatten einen Zweizylindermotor mit 20 PS Leistung, der unter dem Sitz montiert war. Er trieb über zwei Ketten die Hinterachse an.
1912 ergänzten zwei Modelle mit Vierzylindermotoren das Sortiment. Das kleinere mit 1,5 Tonnen Nutzlast hatte den Fahrersitz oberhalb des Motors. Das größere mit 3 Tonnen Nutzlast war konventionell ausgelegt, also Fahrer hinter dem Frontmotor.
Ab 1916 waren auch Fahrzeuge mit 3,5 und vier und fünf Tonnen Nutzlast erhältlich.
In den 1920er Jahren bestand das Angebot aus gewöhnlichen Lkw mit 1,5 bis 7 Tonnen Nutzlast. Die Motoren kamen meistens von Buda und in anderen Fällen von der Continental Motors Company und Hinckley.